# Plaque du Yangtsé
Cet article concerne la plaque tectonique. Pour le fleuve d'Asie, voir Yangzi Jiang.
La plaque du Yangtsé est une plaque tectonique de la lithosphère de la planète Terre. Sa superficie est de 0,054 25 stéradians. Elle est généralement associée à la plaque eurasienne.
La plaque du Yangtsé tire son nom du fleuve Yangtsé.
Elle se situe dans le sud-est de la Chine. Elle couvre le sud-est de la Chine, le sud-ouest et le centre de la mer de Chine orientale, et le nord de la mer de Chine méridionale.
La plaque du Yangtsé est en contact avec les plaques d'Okinawa (formant la fosse d'Okinawa), philippine, de la Sonde, eurasienne et de l'Amour.
Le déplacement de la plaque du Yangtse se fait à une vitesse de rotation de 0,998 3° par million d'années selon un pôle eulérien situé à 69° 07′ de latitude nord et 97° 72′ de longitude est (référentiel : plaque pacifique).

## Sources
- (en) Peter Bird, An updated digital model of plate boundaries, vol. 4, Geochemistry Geophysics Geosystems, 14 mars 2003 (DOI 10.1029/2001GC000252, Bibcode 2003GGG.....4.1027B, lire en ligne)